# Auch Männer mögen’s heiß!
Auch Männer mögen’s heiß! (Originaltitel: Pédale douce) ist eine französische Filmkomödie von Gabriel Aghion aus dem Jahr 1996, die in Frankreich sehr erfolgreich in den Kinos lief.

## Handlung
Der Homosexuelle Adrien ist Angestellter in einer Bank, wo bis auf seinen ebenfalls schwulen Kollegen André niemand etwas von seiner sexuellen Neigung ahnt. Seine Abende verbringt Adrien in der Pariser Schwulenszene, wo er den Mann seines Lebens sucht. Für ein gemeinsames Geschäftsessen mit seinem Chef Alexandre Agut bittet Adrien seine Freundin Eva, seine Ehefrau zu spielen. Eva, die ein Restaurant betreibt, das zugleich als Schwulenclub fungiert, lässt sich nach anfänglichem Zögern schließlich überreden, Adrien zu begleiten. Als sie in Alexandre Aguts Wohnung eintreffen, ist der verheiratete Bankdirektor sofort von der unkonventionellen Eva fasziniert. Beim gemeinsamen Essen kommt es jedoch zum Eklat: Alexandres erzkonservative Schwägerin Claire gibt Eva eine Ohrfeige, weil diese Transvestiten in Schutz nimmt. Eva verlässt daraufhin die Wohnung; Alexandre läuft ihr nach und holt sie im Treppenhaus ein. Er will mit ihr Essen gehen und gibt ihr zum Abschied einen Kuss.
Eva, die Adrien zuliebe vorgibt Sozialfürsorgerin und Mutter von einem adoptierten und drei leiblichen Kindern zu sein, trifft sich mit Alexandre in einem Restaurant und versucht dabei, in Erfahrung zu bringen, inwieweit er es gutheißen würde, wenn sich einer seiner Angestellten als homosexuell herausstellen würde. Unterdessen fühlt sich Alexandres Frau Marie, die sich erst kürzlich von einem Schönheitschirurgen den Busen hat machen lassen, zunehmend vernachlässigt. Als sie Alexandre in Evas Lokal erwischt und ein Schwulenprospekt in seiner Jackentasche findet, beginnt sie zu glauben, ihr Mann sei schwul geworden. Da sie ihn nicht verlieren will, zeigt sie sich in der Folgezeit überraschend tolerant.
Nachdem Adrien ein wichtiges Projekt seiner Bank zugesprochen bekommen hat, will er seinen Erfolg in einer Diskothek feiern. Dort treffen Eva und Alexandre erneut aufeinander. Alexandre klettert zu Eva auf eine erhöhte Plattform hinauf und schläft dort mit ihr, während die anderen Gäste der Diskothek ausgelassen tanzen. Dass sich Eva in Alexandre verliebt hat und bereit ist, für ihn ihr Restaurant zu verkaufen, stößt bei Adrien auf Unverständnis. Eifersüchtig sorgt er dafür, dass Alexandre in einem Darkroom von einem Mann den Hintern versohlt bekommt. Eva reagiert empört darüber, dass ihr Adrien die Liebe zu Alexandre nicht gönnt.
Per Telefon versucht Adrien, sich bei ihr für sein Verhalten zu entschuldigen. Eva ignoriert jedoch seine Anrufe und verlässt vorübergehend die Stadt. Sie geht zur Beerdigung ihres Vaters, der ihr seit langem verhasst gewesen ist. Vor dem Friedhof wartet überraschend Alexandre mit einem Blumenstrauß auf sie, und sie verbringen die folgende Nacht in einem Hotel. Weil er nicht will, dass sie ihr gut laufendes Restaurant für ihn aufgibt, glaubt Eva am nächsten Morgen, dass Alexandre sie nicht wirklich liebt. Als er einen Anruf aus seinem Büro erhält, verlässt Eva enttäuscht das Hotel. Sie sucht Adrien auf und versöhnt sich mit ihm.
Marie, die mittlerweile fest von Alexandres Homosexualität überzeugt ist, veranstaltet in ihrer gemeinsamen Wohnung eine Schwulenparty. Adriens Kollegen André ist gekündigt worden und die Party soll ihn wieder aufmuntern. Als Alexandre nach Hause kommt, gesteht er Marie, dass er sich in Eva verliebt habe. Entsetzt darüber, dass sie Alexandre nicht an einen Mann, sondern an eine andere Frau verliert, verpasst ihm Marie eine Ohrfeige und gesteht ihrerseits, über ihre angebliche Unfruchtbarkeit gelogen zu haben. Sie wolle kein Kind und habe stets die Pille genommen. Überfordert mit der Situation, packt Alexandre seine Koffer und verlässt Frankreich – ohne zu ahnen, dass Eva von ihm schwanger ist. Erst nach einiger Zeit kehrt er zurück. In der Zwischenzeit ist sein Kind zur Welt gekommen und Adrien hat hingebungsvoll den Ersatzvater gespielt. Marie, die inzwischen von einem anderen Mann ein Kind erwartet, hat Alexandre zur Taufe seines Sohns eingeladen. Es zeigt sich, dass sich Eva und Alexandre noch immer lieben, und sie kommen schließlich überein, zusammen mit Adrien den gemeinsamen Sohn großzuziehen.

## Hintergrund
Gabriel Aghions dritter Langfilm Auch Männer mögen’s heiß!, dessen französischer Originaltitel Pédale douce in etwa „süße Schwuchtel“ bedeutet, gehört zu einer Reihe von Beziehungskomödien über Homosexuelle, die Mitte der 1990er Jahre sehr erfolgreich in den Kinos liefen. Dieser und Filme wie Der bewegte Mann (1994), Echte Kerle (1996) oder The Birdcage – Ein Paradies für schrille Vögel (1996) nahmen sich dabei die französische Komödie Ein Käfig voller Narren von 1978 zum Vorbild.
Am 27. März 1996 fand die Premiere von Auch Männer mögen’s heiß! in Frankreich statt, wo die Komödie mit mehr als vier Millionen Zuschauern zum erfolgreichsten französischen Film des Jahres avancierte. In Deutschland wurde der Film erstmals am 8. August 1996 in den Kinos gezeigt und am 10. Februar 1997 auf Video veröffentlicht. Im Jahr 2004 entstand eine Fortsetzung unter dem Titel Pédale dure. Michèle Laroque ist dabei erneut in der Rolle der Marie Hagutte zu sehen.
Schauspielerin Fanny Ardant konnte mit Auch Männer mögen’s heiß! ein Comeback feiern, nachdem sie mehrere Jahre lang zumeist in eher unbedeutenden Filmen aufgetreten war. Für ihre Rolle der Eva erhielt sie zudem den französischen Filmpreis César als beste Hauptdarstellerin. Im Jahr 2000 spielte sie erneut unter der Regie von Gabriel Aghion in Liebeslust und Freiheit, einem satirischen Historienfilm über das frivole Leben des französischen Aufklärers Denis Diderot.

## Kritiken
Für das Lexikon des internationalen Films handelte es sich um eine „[e]infallslos inszenierte, in den Hauptrollen teilweise fehlbesetzte Komödie, die ihren schlichten Humor aus den genreüblichen Anzüglichkeiten bezieht“. Das Bestreben, „etwas Tiefgang ins seichte Geschehen zu bringen“, sei missglückt. Prisma bezeichnete den Film als „schrille, amüsante aber auch übertriebene Komödie um eine Dreiecksbeziehung zwischen einer Frau, einem Hetero und einem Homosexuellen“. Aghions Film sei ein „mehr oder weniger gelungener Versuch, an den französischen Kino-Hit Ein Käfig voller Narren anzuknüpfen“.
„Während sich Gags, pikante Dialoge und Peinlichkeiten überstürzen, wird dem deutschen Zuschauer klar, daß die teutonischen Kino-Scherze, die er seit Jahren vorgesetzt bekommt, sich zu Pédale douce verhalten wie Leberkäs zu Gänseleberpastete“, lobte dagegen die Filmzeitschrift Cinema. Als „Champagner“ werde dem Zuschauer „zu diesem komödiantischen Festschmaus […] die prickelnde, überschäumende Fanny Ardant“ gereicht, die in der Rolle der Clubbetreiberin „den strahlenden Mittelpunkt des Beziehungs-Menüs à la carte bildet“. Nach dem Verlassen des Kinos „ist man beschwipst von ihrer Ausstrahlung und hat sich satt gelacht“.

## Auszeichnungen
Bei der César-Verleihung 1997 war Auch Männer mögen’s heiß! in sechs Kategorien nominiert. Während sich Patrick Timsit (Bester Hauptdarsteller), Jacques Gamblin (Bester Nebendarsteller) und Michèle Laroque (Beste Nebendarstellerin) in den Darstellerkategorien der Konkurrenz geschlagen geben mussten, konnte sich Fanny Ardant in der Kategorie Beste Hauptdarstellerin unter anderem gegen Catherine Deneuve in Diebe der Nacht behaupten und ihren ersten César gewinnen.
In der Kategorie Bestes Drehbuch gewannen letztlich Cédric Klapisch, Jean-Pierre Bacri und Agnès Jaoui den César für Typisch Familie!. In der Kategorie Bester Film unterlag Aghions Komödie dem Kostümfilm Ridicule – Von der Lächerlichkeit des Scheins, in dem Ardant ebenfalls mitgespielt hatte.

## Deutsche Fassung
| Rolle          | Darsteller       | Synchronsprecher |
| -------------- | ---------------- | ---------------- |
| Adrien         | Patrick Timsit   | Stefan Gossler   |
| Eva            | Fanny Ardant     | Traudel Haas     |
| Alexandre Agut | Richard Berry    | Norbert Langer   |
| André Lemoine  | Jacques Gamblin  | Johannes Berenz  |
| Dr. Séverine   | Christian Bujeau | Reinhard Kuhnert |

## Soundtrack
- Verschiedene Künstler: Pédale douce. Milan 2003, eine CD mit 13 Songs von u. a. Dalida, Boney M., Army of Lovers, Patrick Juvet und Véronique Sanson.